# 杜平 (中将)
杜平（1908年12月6日—1999年3月4日），原名杜豪，男，江西万载人，中国人民解放军中将，书法家。

## 生平
杜平1908年12月6日出生于江西万载县黄茅乡的一个农民家庭。他于1923年就读东洲中学，1927年考取湖南群治大学，1929年冬辍学。1930年，黄公略军长率红六军攻占万载县，杜平参加了红军，1930年6月加入中国共产党。
1931年，杜平任红三军政治训练大队大队长，负责基层干部培训。11月，他调任红三军无线电队政治委员兼红三军直属队党总支书记。1932年9月，他调任红一军团卫生部政治委员。1934年4月，他调任军团无线电队政治委员。
获朝鲜民主主义人民共和国一级自由独立勋章、一级国旗勋章。1955年获二级八一勋章、一级独立自由勋章、一级解放勋章。1988年获一级红星功勋荣誉章。